# Information and Computation
Information and Computation est une revue scientifique informatique mensuelle publiée par Elsevier (anciennement Academic Press). La revue est fondée en 1957 sous son ancien titre Information and Control. Le rédacteur en chef en est Albert R. Meyer (Laboratoire d'informatique, MIT). La revue publie 12 numéros par an.
En 2012, le facteur d'impact de la revue est de 0,699 et de 0,890 sur 5 ans.

## Indexation
Tous les articles de la revue Information and Computation sont disponibles sur les services d'indexation comme Scopus et Science Citation Index.